# Proyección de Bonne

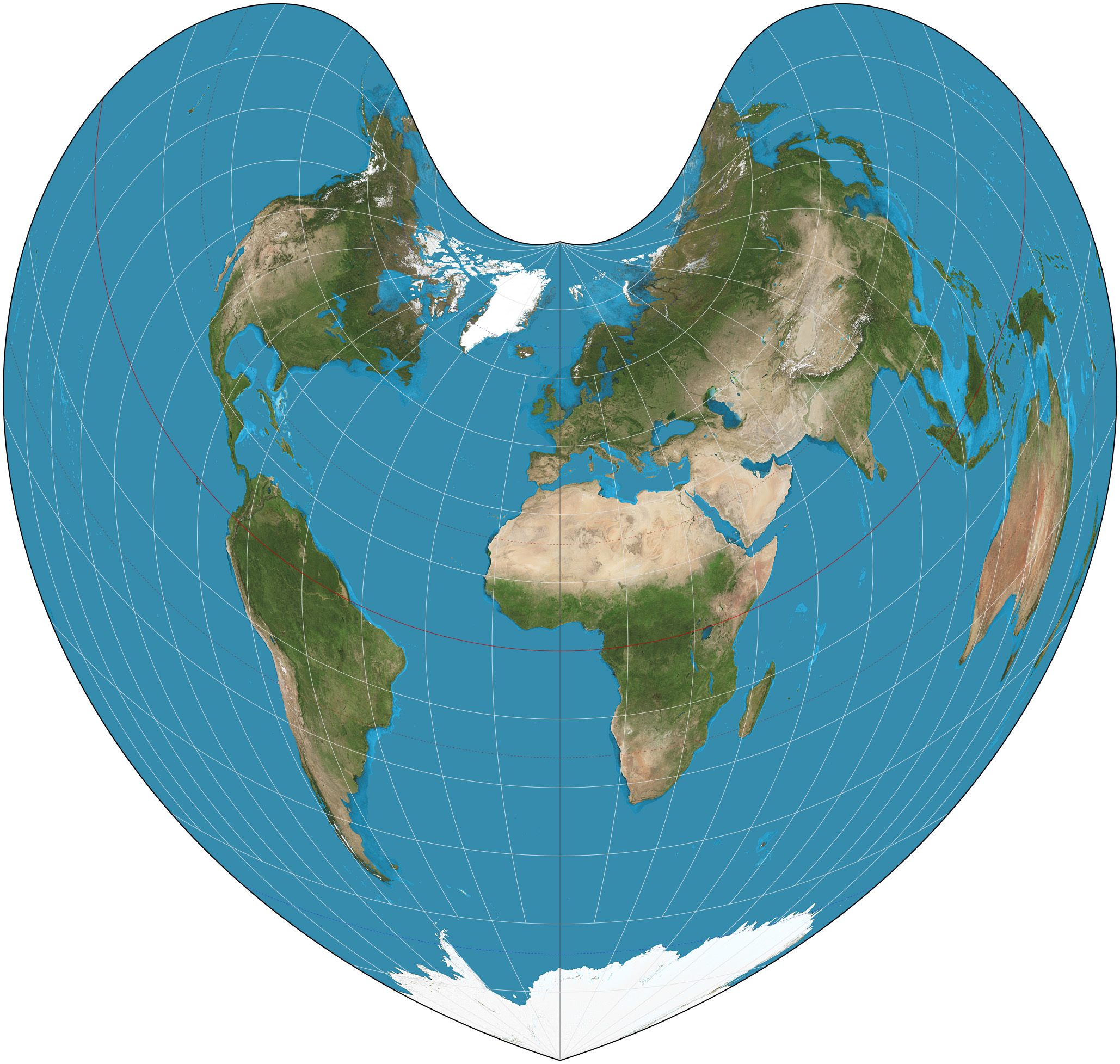
Proyección de Bonne de la Tierra, paralelo estándar en 45°N.

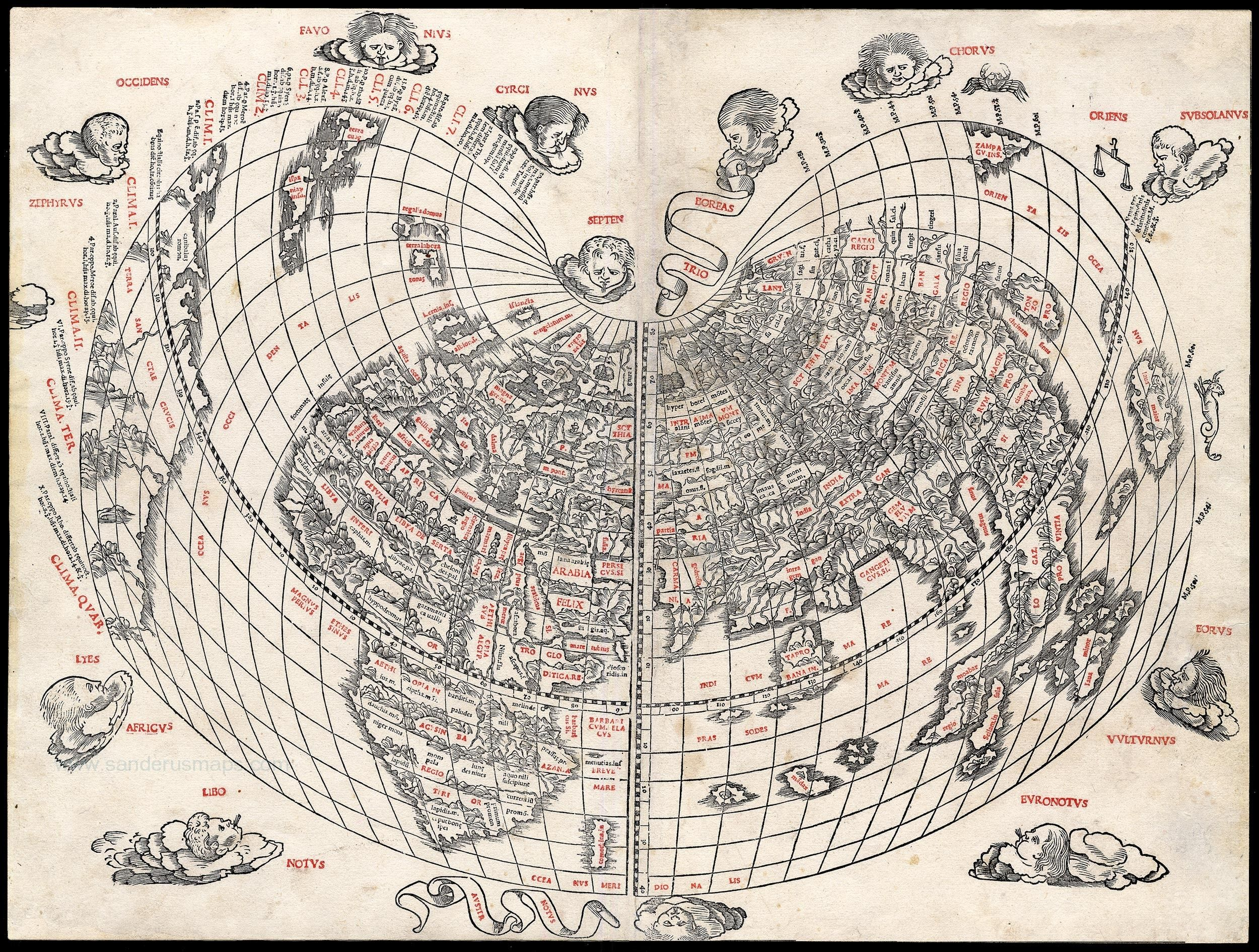
Mapamundi de Bernard Sylvanus, 1511

Una proyección de Bonne es una  pseudocónica de áreas iguales, a veces llamada proyección dépôt de la guerre o Sylvanus. Aunque es nombrada así en honor al cartógrafo francés  Rigobert Bonne (1727–1795), la proyección ya fue usada previamente a su nacimiento: en 1511, por Sylvano; en 1561, por Honter; antes de 1700, por De l'Isle; y en 1696, por Coronelli. Tanto los usos de Sylvano como los de Honter eran aproximados, sin embargo, y no es claro que ellos tuvieran la intención de hacer la misma proyección.
Matemáticamente, las coordenadas de la proyección son:

{\displaystyle x=\rho \sin E\,}

{\displaystyle y=\cot \varphi _{1}-\rho \cos E\,}

donde:
- {\displaystyle \rho =\cot \varphi _{1}+\varphi _{1}-\varphi \,}
- {\displaystyle E={\frac {\lambda \cos \varphi }{\rho }}}, siendo φ la latitud, λ, la longitud a partir del meridiano central, y φ1 es el paralelo estándar de la proyección.[2]

Los paralelos de latitud son arcos circulares concéntricos, y la escala es verdadera a lo largo de estos arcos. Sobre el meridiano central y la latitud estándar las formas no son distorsionadas.
Casos especiales de la proyección de Bonne incluyen la proyección sinusoidal, donde φ1 es cero, y la proyección Werner, donde φ1 es π/2. La proyección de Bonne puede ser vista como una proyección intermedia en el desarrollo de una proyección Werner hacia una proyección sinusoidal; un intermediario alternativo sería una proyección de Bottomley.